# Yax Kuk Mo
La dinastía Yax Kuk Mo  fue la casa reinante en la ciudad maya de Copán la cual fue instalada en el año 426, por influencia teotihuacana y apoyo del gobernante Sihyaj Chan K'awiil II de Tikal, gobernó entre los siglo V y IX. Las obras arquitectónicas (edificios, pirámides, estatuas, templos, altares y centros deportivos) construidos en Copán durante el gobierno de la dinastía Yax K’uk Mo’ se preservan hasta nuestros días, siendo accesibles al público en general.  Yax Kuk Mo significa Primer Quetzal Guacamaya.

## Gobernantes de la Dinastía Yax Kuk Mo
La dinastía Yax Kuk Mo gobernó la ciudad de Copán durante un período aproximado de 4 siglos.  Sus 16 reyes gobernaron desde el año 426 d. C. hasta el año 822 d. C.  Sus nombres registrados son:
- 1- K'inich Yax K'uk' Mo', 426 - 437; es el fundador de la dinastía que habría de gobernar por casi 400 años. El primer rey o gobernante de Copán no nació en Copán, sino que vino de alguna parte de las tierras bajas mayas (probablemente de lo que ahora es el departamento de Petén en Guatemala).
- 2- K'inich Tz'uutz', c. 437
- 3- Tercer rey de Copán (nombre incierto) c. 455
- 4- Ku Ix, c. 465
- 5- Quinto rey de Copán (nombre incierto) c.476
- 6- Muyal Jol ?, c. 485
- 7- Balam Nehn, 504 - 544
- 8- Wi'-Ohl-?, 532 - 551
- 9- Sak-lu ?, 551 - 553
- 10- Tzi-b'alam, 553 - 578
- 11- Butz´Chan, 578 - 628
- 12- K’ahk’ Uti’ Witz’ K’awiil, 628 - 695
- 13- Uaxaclajuun Ub'aah K'awiil (18 Conejo) 711 - 736
- 14- K'ak' Joplaj Chan K'awiil, 738 - 749
- 15- K'ak' Yipyaj Chan K'awiil, 749 - 763
- 16- Yax Pasah o Yax Pasaj o Yax-Pac, 763 - después de 810, es el decimosexto y último gobernante de Copán. En el Altar Q, aparece recibiendo el cetro del poder de K'inich Yax K'uk' Mo'. Yax Pasah fue el último rey de Copán, si bien hubo un pretendiente más llamado U Cit Took' que intentó tomar el poder por el año 822.[1]

### K'inich Yax K'uk' Mo' y K'inich Popol Hol

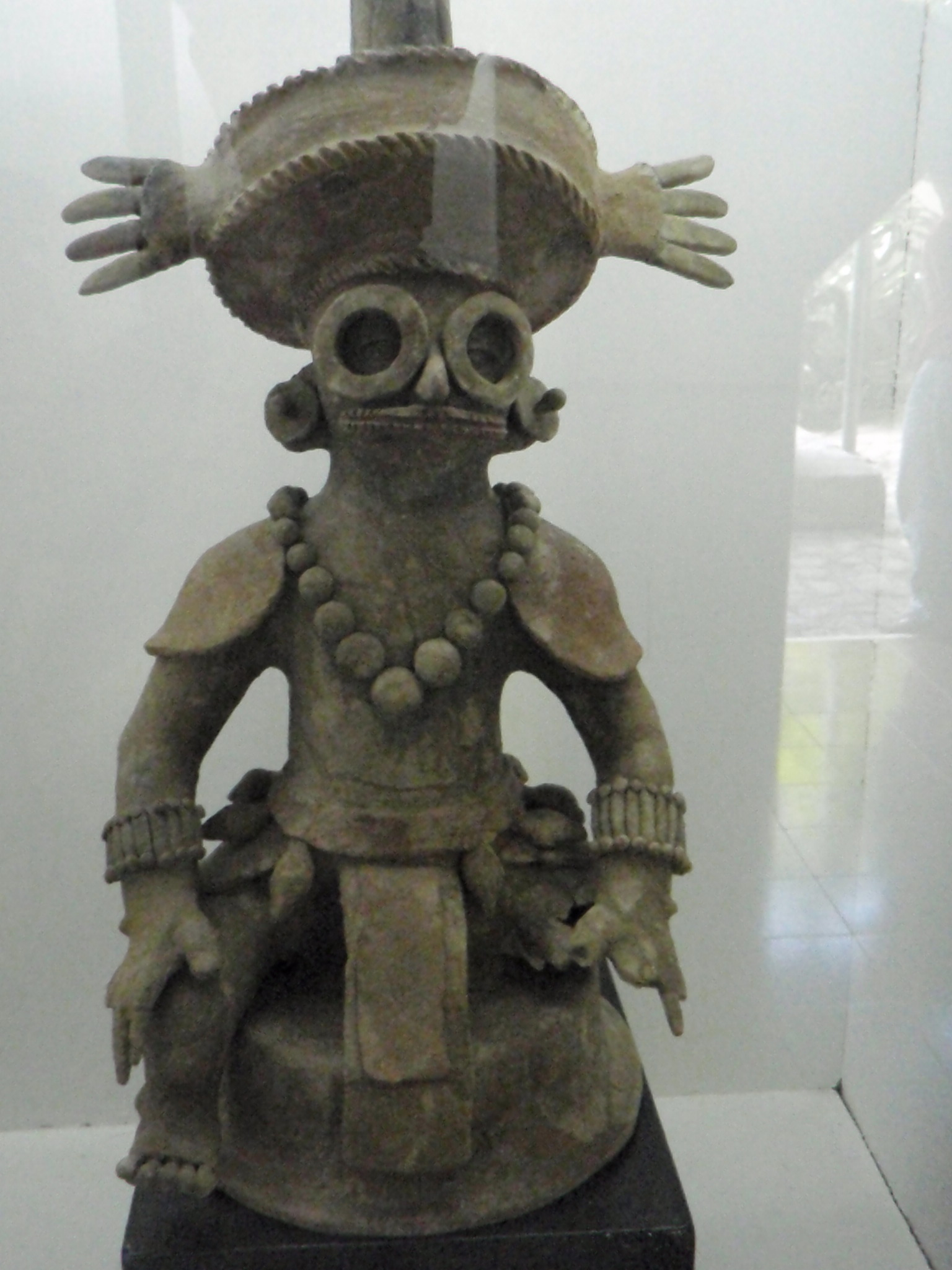
Tapa de cerámica representando a K'inich Yax K'uk' Mo', recuperado de la tumba del rey K’ahk’ Uti’ Witz’ K’awiil, debajo del Templo 26.

La ciudad fue fundada por K'inich Yax K'uk' Mo', estableciéndola como la capital de un nuevo reino maya. Al parecer, este operativo fue organizado y dirigido desde Tikal. Glifos mayas mencionan la llegada de un guerrero llamado K'uk' Mo' Ajaw quién se instaló en el trono de la ciudad en el año 426 d. C., recibiendo el nuevo nombre real de K'inich Yax K'uk' Mo' y el título de ochk'in kaloomte ("Señor del Occidente") el mismo título utilizado una generación antes por Siyaj K'ak', un general de la gran metrópoli de Teotihuacán que había intervenido decisivamente en la política del centro de la cuenca del Petén.
K'inich Yax K'uk' Mo' era probablemente de Tikal y es probable que haya sido patrocinado por Siyaj Chan K'awill II, el decimosexto gobernante en la sucesión dinástica de Tikal. K'inich Yax K'uk' Mo' puede haber tratado de legitimar su posición de rey al casarse en la antigua familia real de Copán, lo que se evidencia en los restos de su presunta viuda. El análisis de los huesos de la viuda indica que era originaria de Copán. Después del establecimiento del nuevo reino de Copán, la ciudad permaneció estrechamente aliada con Tikal. El texto en el Altar Q describe cómo el fundador recibió el cetro real. Las ceremonias involucradas en la fundación de la dinastía de Copán también incluyeron la instalación de un rey subordinado en Quiriguá.
Un texto de Tikal que menciona a K'uk' Mo' ha sido fechado en el año 406 d. C., 20 años antes de que K'uk' Mo' Ajaw fundara la nueva dinastía de Copán. Es probable que ambos nombres se refieren a la misma persona originaria de Tikal. Aunque los textos mayas que se refieren a la fundación de la nueva dinastía de Copán no incluyen una descripción de la llegada de K'uk' Mo' a la ciudad, existe evidencia indirecta que sugiere que la conquistó por la vía militar. En el Altar Q es representado como un guerrero con típicas "anteojeras" teotihuacanas en los ojos y un escudo de guerra del tipo serpiente. Cuando llegó a Copán inició la construcción de varias estructuras arquitectónicas, incluyendo un templo en el estilo talud-tablero típico de Teotihuacán, y otro con esquinas remetidas y molduras que son características de Tikal. Estos fuertes vínculos con la cultura de los mayas y con la del centro de México sugieren que era un maya teotihuanizado, o posiblemente incluso un teotihuacano. La dinastía fundada por el rey K'inich Yax K'uk' Mo' gobernó la ciudad durante cuatro siglos e incluye dieciséis reyes, además de un probable pretendiente que habría sido el decimoséptimo en la línea de sucesión. Han sobrevivido varios monumentos dedicados por K'inich Yax K'uk' Mo' y su sucesor.

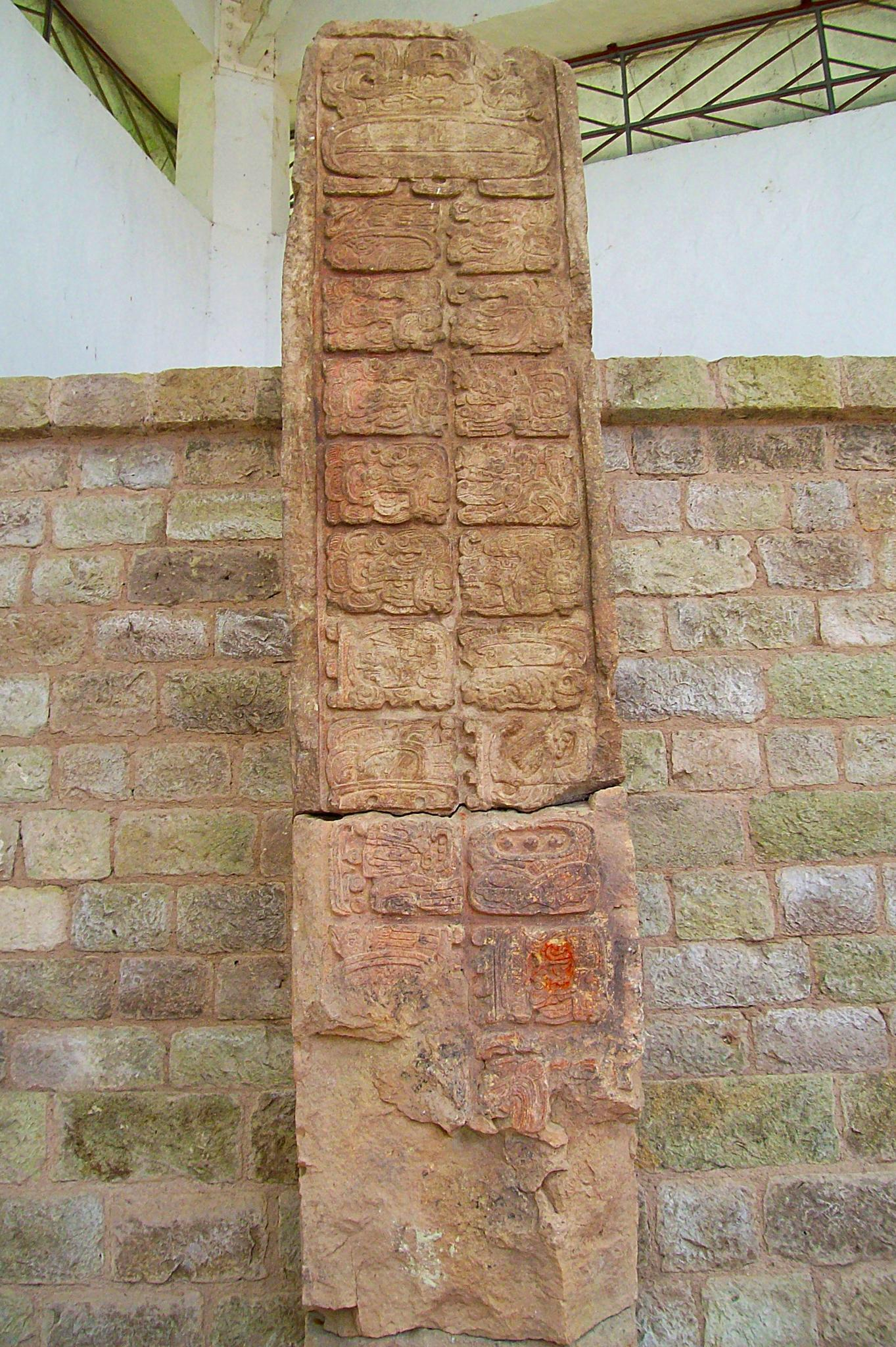
Estela 63, que probablemente data del reinado de K'inich Popol Hol.

K'inich Yax K'uk' Mo' falleció entre 435 y 437 d. C. En 1995, un equipo de arqueólogos dirigido por Robert Sharer y David Sedat descubrió una tumba debajo del templo talud-tablero Hunal. La tumba contenía el esqueleto de un hombre mayor con ricas ofrendas y con evidencia de heridas de batalla. Los restos han sido identificados como los de K'inich Yax K'uk' Mo', por su ubicación debajo de una secuencia de siete edificios erigidos en su honor. Con un análisis de hueso se determinó que los restos pertenecían a una persona que no era originario de Copán.
K'inich Popol Hol heredó el trono de Copán de K'inich ax K'uk' Mo', quien era su padre. Llevó a cabo importantes proyectos de construcción, incluyendo un rediseño del centro de Copán. Popol Hol no es el nombre original de este rey, sino más bien un sobrenombre basado en la apariencia del glifo de su nombre el cual parece vinculado con Teotihuacán. K'inich Popol Hol supervisó la construcción de la primera versión del campo de juego de pelota mesoamericano en la ciudad, que estaba decorado con imágenes de la guacamaya roja, un ave que ocupa un lugar destacado en la mitología maya. Llevó a cabo muchas obras de construcción en el área del palacio de su padre, ahora debajo de la Estructura 10L-16, que demolió después de sepultar a su padre en este lugar. Construyó, en rápida sucesión, tres edificios sucesivos encima de la tumba.

### Otros gobernantes dinásticos tempranos
Muy poco se sabe acerca de los gobernantes 3 al 6 en la sucesión dinástica. Existe un fragmento de un monumento roto -reutilizado como relleno de construcción en un edificio- en que se menciona que uno de ellos era un hijo de Popol Hol.
Gobernante 3 está representado en el Altar Q que data del siglo octavo, pero el glifo de su nombre se ha desprendido.
Ku Ix fue el cuarto gobernante en la sucesión dinástica. Reconstruyó el templo 10L-26 en la Acrópolis, levantando una estela en este lugar y un escalón glífico en su base. Aunque este rey es también mencionado en algunos otros fragmentos de esculturas, su nombre no va acompañado de fechas. Los siguientes dos reyes en la secuencia dinástica solo se conocen por sus esculturas en el Altar Q.
B'alam Nehn (a menudo conocido como Nenúfar Jaguar) fue el primer rey que registró su posición en la sucesión dinástica, declarando que fue séptimo en la línea de K'inich Yax K'uk' Mo'. Estela 15 menciona que ya estaba gobernando Copán en el año 504 d. C. B'alam Nehn es el único rey de Copán mencionado en un texto glífico de fuera de la región maya del sureste. Su nombre aparece en un texto en la Estela 16 en El Caracol, un sitio en Belice. La estela data del 534 d. C., pero el texto en sí no se entiende bien. B'alam Nehn llevó a cabo importantes proyectos de construcción en la Acrópolis, construyendo un número de estructuras importantes encima de un antiguo palacio.
Wil Ohl K'inich, el octavo gobernante, es otro rey que solo se conoce por su representación en el Altar Q. En el año 551 fue sucedido por el Gobernante 9 cuya ascensión al trono se describe en la Escalinata de los Jeroglíficos. También está representado en el Altar Q, pero gobernó durante un período muy corto de menos de dos años.
El décimo gobernante recibió el sobrenombre de Luna Jaguar por los mayistas. Era un hijo de B'alam Nehn, el séptimo gobernante y fue entronizado en mayo de 553 d. C. Los monumentos asociados con Luna Jaguar fueron encontrados en el pueblo moderno de Copán Ruinas, un sitio que fue un gran complejo durante el periodo Clásico. La construcción más famosa de su reinado es la elaborada fase Rosalila del Templo 16, la cual fue descubierta intacta durante el trabajo en un túnel arqueológico, enterrado debajo de las fases posteriores del templo.

### K'ak' Chan Yopaat y K’ahk’ Uti’ Witz’ K’awiil
K'ak' Chan Yopaat fue el undécimo gobernante dinástico de Copán. Fue coronado como rey en el año 578, 24 días después de la muerte de Luna Jaguar. Durante su reinado Copán experimentó un crecimiento poblacional sin precedentes, y el uso residencial de la tierra se extendió a toda el área disponible en el valle de Copán. Las dos estelas de K'ak' Chan Yopaat contienen largos textos glíficos, difíciles de descifrar. Son los más antiguos monumentos sobrevivientes del sitio que no fueron destruidos o enterrados. El reinado de K'ak' Chan Yopaat, quien murió el 5 de febrero 628, duró 49 años. Su nombre está grabado en cuatro estelas que fueron erigidas por sus sucesores, una de las cuales describe un rito realizado con las reliquias de su tumba en el año 730, casi cien años después de su muerte.
K’ahk’ Uti’ Witz’ K’awiil fue coronado 16 días después de la muerte de K'ak' Chan Yopaat. Se cree que fue el rey de Copán con el más largo reinado, gobernando desde 628 hasta 695. Nació probablemente en el año 612 y fue instalado en el trono a la edad de 15 años. Los arqueólogos no recuperaron mucha evidencia de actividad durante los primeros 26 años de su reinado, pero en el año 652 hubo un notable y repentino aumento en la producción de monumentos, con dos estelas erigidas en la Gran Plaza y otras cuatro en lugares importantes en el valle de Copán. Todos estos monumentos celebraron un final de katún. También erigió una estela en el sitio de Santa Rita, ubicado a 12 km del centro de Copán y es mencionado en el Altar L de Quiriguá en relación con el mismo evento en 652.
Se cree que estaba tratando de imponer su autoridad en todo el valle, después de que cesaron ciertas restricciones a su libertad de gobernar como él deseaba.
Después de esta repentina oleada de actividad, K’ahk’ Uti’ Witz’ K’awiil continuó gobernando casi hasta el final del siglo séptimo. Dedicó otros nueve monumentos conocidos y realizó importantes cambios en la arquitectura de Copán, incluyendo la construcción de la Estructura 2, que cierra el lado norte de la Gran Plaza y una nueva versión del Templo 26, apodado Chorcha. En total, gobernó Copán durante 67 años y murió el 15 de junio 695 a la edad de 79 años, una edad tan distinguida que se utilizaba en lugar de su nombre para identificarlo en el Altar Q. Su tumba ya había sido preparada en la fase Chorcha del Templo 26 y fue enterrado a solo dos días después de su muerte.

### Uaxaclajuun Ub'aah K'awiil
Uaxaclajuun Ub'aah K'awiil fue coronado en julio de 695 d. C. como el decimotercer rey en la sucesión dinástica de Copán. Vivió a la vez el apogeo de los logros de Copán y uno de los peores desastres políticos de la ciudad. Durante su reinado el estilo escultórico de la ciudad se convirtió en la característica escultura redondeada completa de Copán. 
En el año 718, Copán derrotó y quemó la ciudad no identificada de Xkuy, registrando el incendio en un inusual cilindro de piedra. En el año 724 d. C. Uaxaclajuun Ub'aah K'awiil instaló K'ak' Tiliw Chan Yopaat como su vasallo en el trono de Quiriguá. Uaxaclajuun Ub'aah K'awiil tenía suficiente confianza en su propio poder para incluir a Copán entre los cuatro estados más poderosos de la región maya, junto con Tikal, Calakmul y Palenque, como fue registrado en la Estela A. En contraste con su predecesor, Uaxaclajuun Ub'aah K'awiil concentró sus monumentos en el centro del sitio de Copán. La primera fue la Estela J, fechado en el año 702 y erigida en la entrada oriental de la ciudad.

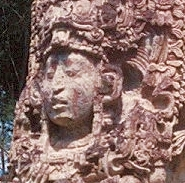
Detalle de Estela H que representa al rey Uaxaclajuun Ub'aah K'awiil.

Hasta el año 736 continuó erigiendo otras siete estelas de alta calidad que se consideran obras maestras de la escultura maya del clásico, elaboradas con tal maestría de los detalles que representan el más alto pináculo de los logros artísticos mayas. Las estelas representan el rey Uaxaclajuun Ub'aah K'awiil en forma ritual, llevando los atributos de una variedad de deidades, incluyendo B'olon K'awiil, K'uy Nik Ajaw y Mo' Witz Ajaw. El rey también llevó a cabo importantes obras de construcción, entre ellas una nueva versión del Templo 26 que tenía la primera versión de la Escalinata de los Jeroglíficos, además de dos templos que se perdieron por la erosión causado por el río Copán. También encerró la fase Rosalila del Templo 16 dentro de una nueva fase de construcción. Remodeló el juego de pelota y luego lo demolió para construir un nuevo en su lugar.
Uaxaclajuun Ub'aah K'awiil solo recientemente había dedicado el nuevo juego de pelota en el año 738, cuando sucedió un evento inesperado y desastroso para la ciudad. Doce años antes había instalado K'ak' Tiliw Chan Yopaat como su vasallo en el trono de Quiriguá. En 734 el rey de Quiriguá había demostrado que ya no era un subordinado obediente cuando comenzó a referirse a sí mismo como k'ul ajaw, "santo señor" y no simplemente como ajaw o señor subordinado. K'ak' Tiliw Chan Yopaat aparentemente se aprovechó de las rivalidades políticas regionales y se alió con Calakmul, el enemigo jurado de Tikal. Mientras que Copán mantuvo una firme alianza con Tikal, Calakmul utilizó su nueva alianza con Quiriguá para socavar a Copán como aliado clave de Tikal en el sur.
Aunque se desconocen los detalles exactos, en abril de 738 K'ak' Tiliw Chan Yopaat logró capturar a Uaxaclajuun Ub'aah K'awiil y quemó dos de las deidades patronas de Copán. Seis días después Uaxaclajuun Ub'aah K'awiil fue decapitado en Quiriguá. Este golpe de Estado no parece haber afectado a Copán ni a Quiriguá en términos físicos, es decir, no hay evidencias de que cualquiera de las ciudades fuera atacada en este momento ni de que el vencedor hubiera recibido algún homenaje visible. Esto parece implicar que K'ak' Tiliw Chan Yopaat de alguna manera logró emboscar a Uaxaclajuun Ub'aah K'awiil, en lugar de haberlo derrotado en una batalla abierta. Se ha sugerido que Uaxaclajuun Ub'aah K'awiil estaba en vías de atacar a otro sitio para conseguir cautivos para el sacrificio con el fin de dedicar el nuevo juego de pelota, cuando fue emboscado por K'ak' Tiliw Chan Yopaat y sus guerreros de Quiriguá.
En el Clásico Tardío, una alianza con Calakmul se asociaba frecuentemente con la promesa de apoyo militar. El hecho de que Copán, una ciudad mucho más poderosa que Quiriguá, no tomase represalias contra su antiguo vasallo implica que temía la intervención militar de Calakmul. Calakmul en sí estaba lo suficientemente alejado de Quiriguá para que K'ak' Tiliw Chan Yopaat no tuviera que temer ser reducido a un estado vasallo, aunque es probable que Calakmul envió guerreros para ayudar en la derrota de Copán. La alianza más bien parece haber sido una de ventajas mutuas: Calakmul logró debilitar a un aliado poderoso de Tikal, mientras que Quiriguá obtuvo su independencia. Para Copán la derrota tuvo consecuencias a largo plazo. Pararon las construcciones mayores y no se erigieron nuevos monumentos durante los siguientes 17 años.

### Gobernantes posteriores
K'ak' Joplaj Chan K'awiil fue instalado como el decimocuarto gobernante de la dinastía de Copán el 7 de junio 738 d. C., 39 días después de la ejecución de Uaxaclajuun Ub'aah K'awiil. Poco se sabe de su reinado por la falta de monumentos levantados después de la inesperada victoria de Quiriguá. La derrota de Copán tuvo implicaciones más amplias debido al fraccionamiento del dominio de la ciudad y la pérdida de la importante ruta comercial del río Motagua en benificio de Quiriguá. La subsecuente caída en los ingresos de Copán y su correspondiente aumento en Quiriguá era evidente, considerando la masiva puesta en marcha de nuevos monumentos y de nuevas estructuras arquitectónicas en Quiriguá. Copán incluso puede haber estado sumiso a su antiguo vasallo. K'ak' Joplaj Chan K'awiil falleció en enero de 749.

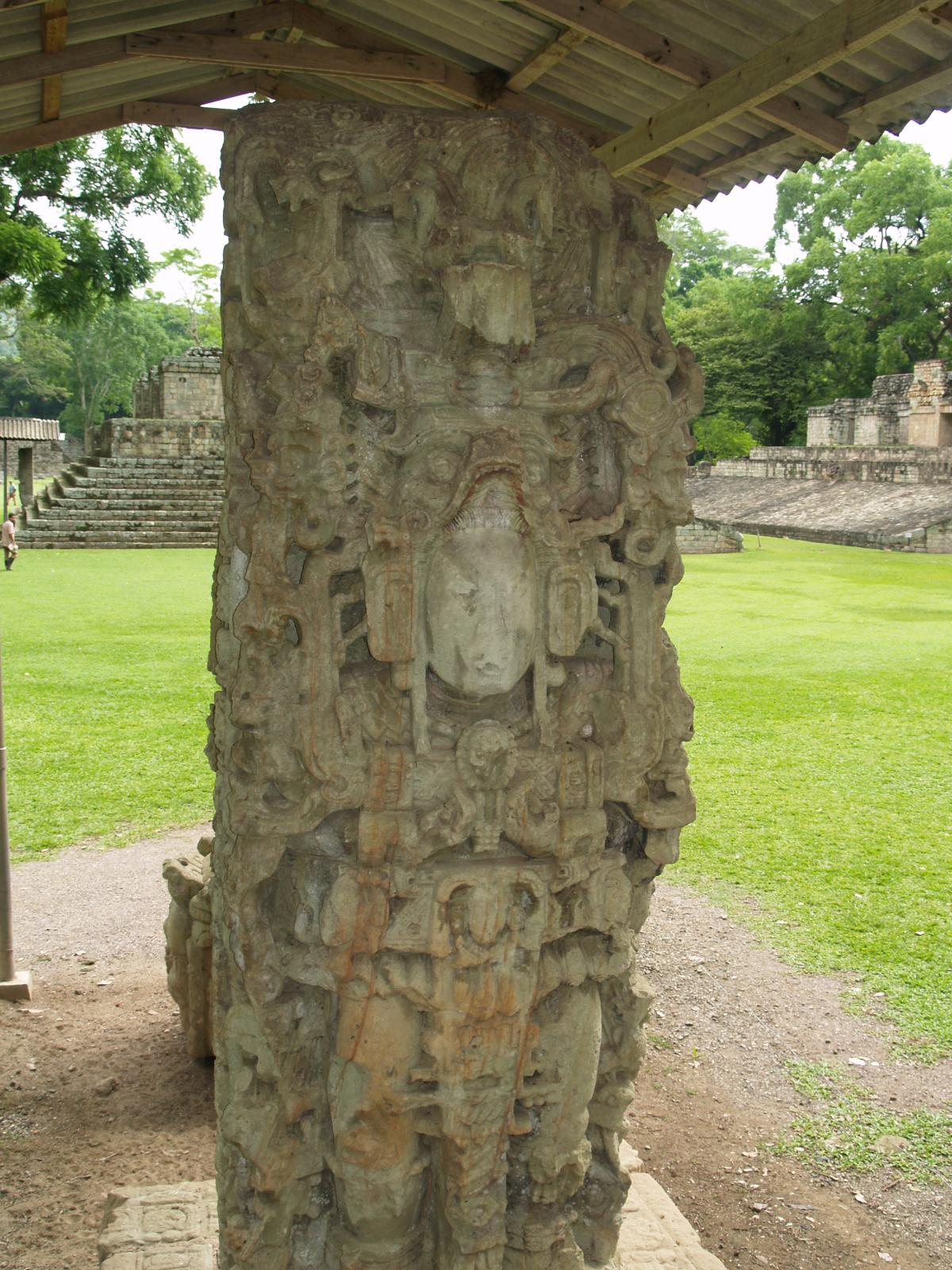
Estela N, con una representación de K'ak' Yipyaj Chan K'awiil.

El siguiente gobernante era K'ak' Yipyaj Chan K'awiil, hijo de K'ak' Joplaj Chan K'awiil. El primer período de su reinado cayó dentro del receso de Copán, pero más tarde, con el fin de recuperarse del desastre anterior inició un programa de renovación de la ciudad. Construyó una nueva versión del Templo 26, volviendo a instalar la Escalinata de los Jeroglíficos encima de la escalera existente, duplicando su longitud. Se instalaron cinco estatuas de gobernantes de tamaño natural, sentados en la escalera. K'ak' Yipyaj Chan K'awiil murió a inicios de la década de 760 y es probable que haya sido enterrado en el Templo 11, aunque la tumba aún no ha sido excavada.
Yax Pasaj Chan Yopaat era el siguiente gobernante, el decimosexto en la dinastía fundada por K'inich Yax K'uk' Mo', aunque no parece haber sido un descendiente directo de su predecesor. Subió al trono en junio de 763 y podría haber tenido solo 9 años de edad. No produjo estelas monumentales, pero dedicó textos glíficos que fueron integrados en la arquitectura de la ciudad y en pequeños altares. Los textos glíficos solo hacen una vaga referencia a su padre, pero su madre era una mujer que pertenecía a la nobleza de la lejana ciudad de Palenque en México. En 769 construyó la plataforma del Templo 11 encima de la tumba del rey anterior y añadió una superestructura de dos pisos que se terminó en el año 773. Alrededor del año 776, completó la versión final del Templo 16 sobre la tumba del fundador. En la base del templo, puso el famoso Altar Q, que muestra cada uno de los 16 gobernantes de la ciudad, desde K'inich Yax K'uk' Mo' hasta Yax Pasaj Chan Yopaat mismo, con un texto glífico en la parte superior describiendo la fundación de la dinastía. A finales del siglo octavo, la nobleza se había vuelto más poderosa, levantando palacios con bancos glíficos que fueron tan ricamente construidos como los del propio rey. Al mismo tiempo, los satélites locales exhibían su propio poder local, como se demuestra por el gobernante de Los Higos quién erigió su propia estela en el año 781. Hacia el final del reinado de Yax Pasaj Chan Yopaat, la ciudad de Copán estaba luchando con la sobrepoblación y la falta de recursos locales, resultando en una fuerte caída del nivel de vida de la población. Yax Pasaj Chan Yopaat pudo celebrar su segundo K'atun en el año 802 con su propio monumento, pero la participación del rey en la ceremonia del fin de K'atun de 810 d. C. sólo estuvo marcado en Quiriguá, no en Copán mismo. En esta época, la población de la ciudad alcanzó más de 20.000 habitantes y desde hacía mucho tiempo había sido necesario importar artículos de primera necesidad desde el exterior.
Los tiempos perturbados que envolvían a Copán en esta época son evidentes en la tumba funeraria de Yax Pasaj Chan Yopaat, que lleva esculturas del rey realizando danzas de guerra con lanza y escudo en la mano. La columna esculpida en el santuario del templo tiene un texto glífico que dice "derrocamiento de la Fundación de la Casa", lo que podría referirse a la caída de la dinastía de Copán. Cuando Ukit Took', el último rey conocido, llegó al trono el 6 de febrero 822, el valle de Copán era fuertemente sobrepoblado y seriamente afectado por la escasez y las enfermedades. Ukit Took' encargó el Altar L en el estilo del Altar Q, pero el monumento nunca fue terminado: una de sus caras muestra la entronización del rey, la segunda cara solo se inició y los otras dos quedaron en blanco. La larga línea de reyes de la otrora gran ciudad había llegado a su fin. Antes de su caída final, incluso la nobleza se vio afectada por las enfermedades, quizás porque las epidemias entre las masas desnutridas se extendieron también a la élite. Con la desaparición de la autoridad política en la ciudad, la población cayó a una fracción de lo que había sido en su apogeo. En el período posclásico el valle fue ocupado por pobladores que se apropiaron de las piedras de la arquitectura monumental de la ciudad con el fin de construir sus propios plataformas para casas sencillas.